# Teorie o řízené demolici budov Světového obchodního centra
Teorie o řízené demolici budov Světového obchodního centra jsou konspirační teorie předpokládající, že zhroucení budov Světového obchodního centra v roce 2001 nebylo způsobeno nárazem letadel a následným požárem, ale hořením pyrotechnických směsí a/nebo explozí trhavin uložených v budovách. Jsou součástí širšího komplexu konspiračních teorií kolem událostí 11. září 2001. Zastánci této teorie jako fyzik Steven E. Jones, architekt Richard Gage, softwarový inženýr Jim Hoffman a teolog David Ray Griffin, tvrdí, že nárazy letadel a následné požáry nemohly budovy oslabit natolik, aby došlo k jejich úplnému zhroucení a budovy by se tak neměly zhroutit úplně a jejich pád by měl být pomalejší, protože mu energii odebírala destrukce spodních pater budovy. Tito výše zmínění zastánci teorie o demolici ale nejsou spolehlivými a racionálními zdroji informací (např. podvodník a vůdce kultu AE911Truth Richard Gage dlouho razil teorii o tom, že Pentagon nezasáhl Boeing 757 ale raketa/popř. nic a nově razí bizarní paranoidní hypotézu o tom, že pád budovy Plasco v roce 2017 byl demolicí s výbušninami, kterou naplánovala vláda Íránu s cílem „dokázat“, že oheň může shodit ocelovou výškovou budovu – pravděpodobně za peníze od vlády USA pro vrchní představitele režimu).

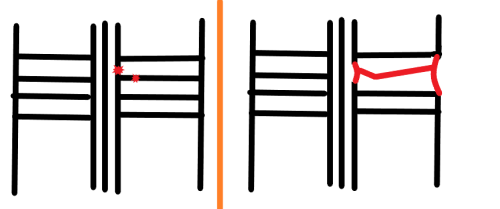
Zjednodušené schéma útoku: Tři vertikální čáry jsou jádro (ve skutečnosti 6×8 sloupů široké), vodorovné čáry jsou nosníky podlah a dvě vnější čáry jsou externí steny budovy. Hvězdičky označují termitové nálože. Druhý obrázek ukazuje zkroucený jádrový sloup vlivem tepelného oslabení od termitu a zároveň termitem naříznutý podlahový (příhradový nosník, pro zjednodušení reprezentován jednou čarou). Tento nosník podlahy se prohýbá a tak snižuje svůj stabilizační účinek na externí stenu budovy a zároveň se na ni částečně zavěšuje. Toto následně vede k prohnutí vnější stěny a jejímu kolapsu i přesto, že na ni nebyly instalovány nálože. Zkroucený jádrový sloup nemá nosnou schopnost. Toto pak vede ke kolapsu věže.

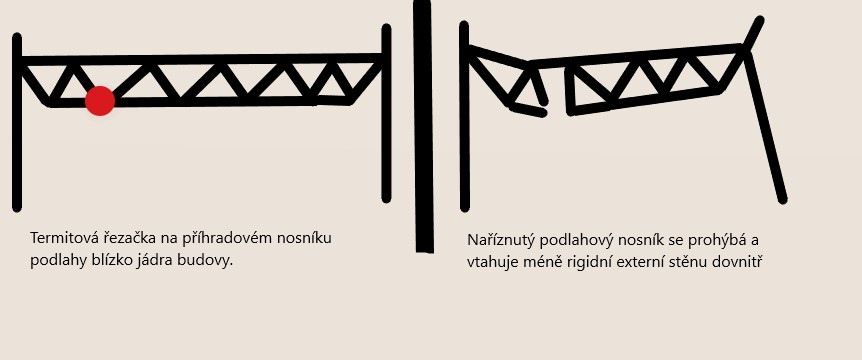
Malá termitová řezačka narušuje celistvost podlahového nosníku. Ten se prohne a částečně se zavěsí na venkovní stenu. Ta ztratí horizontální oporu a prohne se. Zaútočeno je na 10–20 podlahových nosníků. Na jednom podlahovém nosníku mohlo být instalováno více náloží pro zajištění přežití alespoň 1 řezačky – podlahové nosníky, na rozdíl od sloupů, netvořily přirozený štít proti troskám letadla.

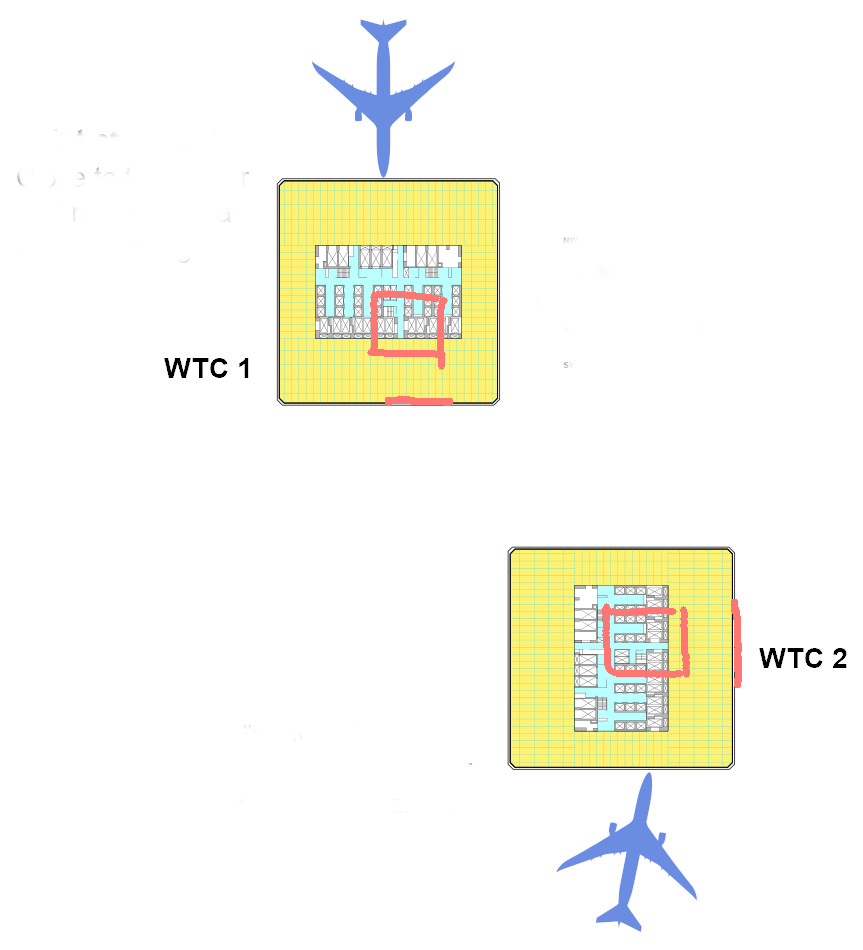
Nálože jsou umístěny ve stejných místech v obou věžích – kolem sloupu 1007. Čára na exteriéru vyznačuje maximum konkávního prohýbání stěny před kolapsem věží. ilustrace jádrové struktury není přesná – v dopadových patrech mela mnohem méně výtahových šachet. nálože byly údajně umístěny 2–3 patra nad patrem, kde dopadla kabina letadla tak, aby je nezasáhl hlavni proud trosek. Navíc byla dána křídla (po směru letu levé u AA 11 a pravé u UA 175 natočena tak, aby mířila směrem dolu, tak aby dané patro bylo co nejméně poškozeno a aby se zachovaly steny bránící ve výhledu do jádra budovy skrze dopadovou díru (blokování záře termitových náloží). Další bod, kde konspirační teorie vyžaduje velmi přesný zásah s pomoci přesného autopilota.

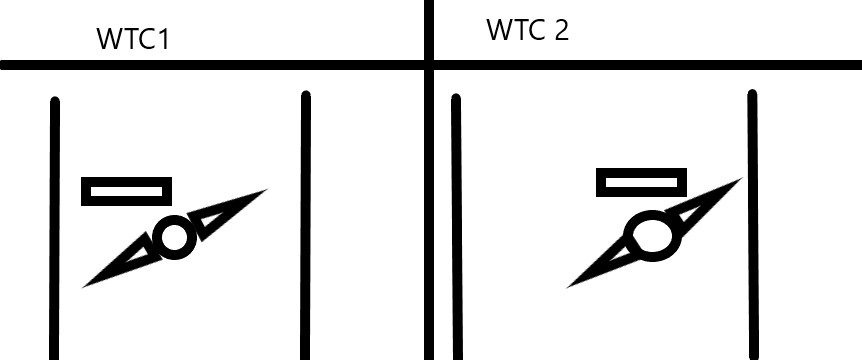
Orientace letadel vzhledem k dopadové stene. Černý obdélník vyznačuje pozici hypotetických náloží. Nálože se v obou případech nachází 40 m za stěnou a hluboko v jádru budovy. Organizátoři útoku by si nemohli dovolit udělat díru letadlem přesně ve stejném místě, kde by byla nálože, protože si nemohli být jistí její hloubkou a délkou trvání hustého dýmu v nárazové díře. Možná absence stěn při hluboké penetraci letadla a rozptýlení dýmu hodinu po nárazu by hrozilo prozrazením termitových náloží skrze zář. Konspirační teorie tak vyžadují vysokou důvěru hypotetických organizátorů v to, že umístí dopady letadel s přesností kolem 5–10 m a zároveň s daným natočením křídel.

Hlavním impulzem pro vznik těchto teorií a hypotéz byl způsob, jakým bylo nakládáno s troskami budov Světového obchodního centra. Pro budoucí vyšetřování bylo klíčové sesbírat a zachovat jádrové sloupy z dopadových zón věží (tj. asi 200 kusů sloupů). Z těchto sloupů by např. šlo odečíst jejich finální teplotu v požáru (mikrostruktura oceli, poškození barvy). Bez těchto sloupů lze stěží přesně modelovat finální teploty konstrukce. Simulátory požárů vykazují i v předem známých kondicích 10–15 % chybu. Stav budovy (tj. rozmístění hořlavého materiálu, poškození protipožární izolace, poškození stěn a tedy i vlastnosti výsledných proudů horkých plynů) nelze po nárazu letadla dostatečně přesně stanovit. Toto mělo a má veliký dopad na přesnost simulací požáru a teploty konstrukce. Reálně nemají takové simulace velikou cenu. Bez přesných znalostí teplot částí konstrukce pak nelze definitivně stanovit a dokázat přesnou příčinu pádu budov. To mimo jiné otevřelo dveře konspiračním teoretikům, kteří tvrdí, že ocel budov nedosáhla dostatečných teplot nutných pro kolaps budovy.
Už zmíněné jádrové sloupy byly nápadné svým tvarem, tloušťkou a vyraženými čísly (horní třetinu jádra každé budovy tvořilo něco přes 500 téměř 12 metrů dlouhých I profilů, které byly snadno identifikovatelné ve změti trosek pro absenci jiných podobných kusů oceli (i rám jádra byl tvořen I profily, ale ty byly relativně drobné). I přes dostatek pracovních sil a prostoru nebyly tyto sloupy až na 3 kusy zachovány ani prozkoumány odborníky. I přesto, že agentura FEMA zajišťující preliminární vyšetřování kolapsu toto výslovně chtěla uskutečnit (to samé chtělo i dalších asi 20 členů ASCE přítomných v New Yorku). Dokonce neexistují ani fotografie zbylých sloupů (mimo obecných fotografií pole trosek, kde lze některé z těchto sloupů při pozorném pohledu vidět). Toto bylo hlasitě kritizováno příbuznými oběti a forenzními specialisty. 
Zastánci konspiračních teorií tvrdí, že tyto sloupy byly narychlo a bez analýzy odklizeny proto, že vykazovaly známky horké koroze a napadení termitem či podobnými materiály (jednalo by se asi o 5–10 takto poškozených sloupů na věž, více napadených sloupů by věž po poškození letadlem neustála). Tyto materiály měly být skryté před zraky běžných pracovníků v dutinách jádrových sloupů na dopadových patrech věží (měly profil H, samotné sloupy byly kryty obdélníkovým obalem ze sádrokartonu a jen některé obsahovaly trubky a šachty), což mělo nálože krýt před dopadem trosek letadla (lehké trosky by nálože nepoškodily a zásah těžkými troskami by sloup poškodil tak, že akce nálože by nebyla nutná). Proti vlivu požáru je měla krátkodobě chránit dobrá tepelná odolnost termitu (stechiometrický termit z oxidu železitého vydrží desítky minut teploty kolem 400 °C a odchylkami od dokonalé stechiometrie a přidáním oxidu křemičitého lze učinit termit odolným až do teplot 600–700 °C, zapalovací element by pak byl hluboko v náloži a jeho zahřátí nad 200 °C by trvalo desítky minut) a důmyslný odpalovací systém. Podobně měly být zabezpečeny před vyražením z věže (buď příliš křehké a nebo naopak velmi pevně připevněné). Po vyhoření se měly od sloupu odpojit, popř. spojení se sloupem mělo být středně robustní a to tak, aby se v průběhu kolapsu nevyhořelé nálože odpojily od sloupu, popř. byly časovače nastaveny na zpožděné zapálení v průběhu dne uvnitř trosek) Proti prozrazení vlivem silné záře je měla chránit pomalá doba hoření (řádové kg/s) určená použitím slisované a relativně pomalé termitové směsi (slisovaný termit hoří pomalu a navíc jej lze zpomalit odchylkami od přesné stechiometrie a přidáním oxidu křemičitého), dým z požárů, jejich lokace 20 m hluboko uvnitř budovy a zorný úhel pozorovatelů, který znemožňoval pohled do tohoto místa budov z větší než 2 km vzdálenosti (podlahy blokující výhled). Tepelné oslabení jednoho sloupu si mělo vyžádat kolem 200–500 kg termitu (tj. asi 70–170 l slisované směsi což je asi 1–3 m vysoká nálož uvnitř dutiny sloupu, popř. termitové řezačky s přibližně 75–150 kg směsi) – sloupy v dopadové zóně WTC 2 byly 2× masivnější než sloupy v dopadové zóně WTC 1, navíc se mohutnost sloupů na jednom patře značně měnila – jádrové sloupy u vnější části jádra (řady 500 nebo 1000) byly mnohem mohutnější než ty ve středové části (např. řada 700 a 800) a vůbec nejmasivnější jádrové sloupy byly 4 rohové sloupy číslo 501, 508, 1001 a 1008.
Tyto nálože měly pak tepelně oslabit, popřípadě nařezat některé jádrové sloupy a společně tak s poškozením vyvolaným požáry a dopady letadel zapříčinit pád věží. Další teorie tvrdí, že kromě náloží u jádrových sloupů byly použity i malé termitové řezačky (řádově jednotky kg) na oslabení podlahových nosníků, které na nich byly přidělány u jádrového konce (řezačky podlahových nosníků byly skryty před běžnými kancelářskými pracovníky za stropy/podhledy). Tyto měly narušit integritu těchto podlahových nosníků a donutit je se prohnout směrem dolů a spolu tak s přetížením vlivem poškození jádrových sloupů vyvolat vnitřní prohnutí externí nosné stěny a následný její kolaps i přesto, že na ni samotné nebyly pro její viditelnost z venku instalovány nálože.
Aktivace náloží by proběhla radiovým signálem/elektrickým signálem vyslaným v momentě, kdy by organizátoři viděli letadlo nad New Yorkem. Od této doby by se nálože řídily interními časovači, akcelerometry a vzájemnými signály skrze elektrické vedení (absence komunikace od vedlejší nálože znamená poškození drátů troskami a tedy i další pozitivní signál, že trosky letadla dopadly na dané patro a tedy další „go“ signál pro vyhoření nálože).
K zapálení termitových náloží na dopadových patrech se silnými požáry nakonec došlo i bez zapalovacího systému, neboť i termitová nálož se po desítkách minut přímého vystavení plameni zapálí – ať už vlivem zahřátí termitu či dosažení teploty vzplanutí pyrotechnické zápalky (200 °C) ve středu nálože. Toto je výhodné, neboť překryv zapálených náloží a dlouhotrvajících plamenů by poskytl krytí pro účinek a přítomnost náloží. Jako první by se pravděpodobně samo-odpálily řezačky podlahových nosníků, pro jejich menší hmotnost a objem a tedy i nižší tepelnou setrvačnost. Naopak kondice na ne-dopadových patrech by dovolily organizátorům intaktní sítě náloží vypnout dalším signálem (dle konspirační teorie).
Účinnost termitových řezaček s relativně malým množstvím termitu proti vertikálním sloupům profilu I byla některými konspiračními teoretiky prokázána.
Ruční termitové řezačky jsou rovněž komerčně dostupné.
Obecně se nepředpokládá, že by na dopadových patrech byly klasické trhaviny, neboť ty začínají od teplot kolem 200 °C hořet a jejich vyhoření by bylo rapidní a mohlo by přejít do exploze jako samotné nebo po zasažení rozbušky plamenem. Design ochranných schránek pro trhaviny by byl náročný, protože by musely ochránit celý povrch trhaviny – i malá škvírka po zásahu fragmentem letadla by vedla k rapidnímu vyhoření nálože – oproti termitu, kde by menší trhliny až tak nevadily. Trhaviny by tak nepřežily 56 minut (102 minut ve WTC 1) dlouhou periodu od nárazu letadla po kolaps budovy. Popřípadě by detonovaly během několika minut, což by znemožňovalo použití krycí verze s požárem – požár by za pár minut nestihl dostatečně oslabit konstrukci, čehož by si odborná veřejnost velmi rychle všimla. Navíc by jejich detonace byla extrémně hlučná – a tento hluk by nešel schovat za hřmot padající budovy protože by mu předcházel.
Množství termitu mělo skončit po vyražení nálože či náloží troskami letadla v severovýchodním rohu WTC 2, kde tento měl shořet krátce před iniciací kolapsu, způsobit pulz bílého dýmu a ohřát hliník z letadla v daném místě nad 1000 °C. Výron roztaveného kovu pak měl vytéci z rohu budovy těsně před kolapsem vlivem zakřivení podlahy. Pulz bílého dýmu, proud roztaveného materiálu a požár kovu je zmiňován i v oficiální zpravě od NIST. Absence podobných proudů kovu v jiných částech věže je vysvětlována tím, že toto bylo jediné místo, kde byly nakupeny trosky letadla u venkovní stěny a tedy i jediné místo, kde by skončily potenciální části náloží.
Zastánci konspiračních teorií taktéž poukazují na nesoulad mezi oblastí maximálního konkávního prohnutí jižní stěny WTC 1 (východní část, naproti jádrovému sloupu 1007) a poškozením od požáru. Východní polovina této oblasti věže totiž neutrpěla poškození protipožární ochrany od letadla a do posledních 15 minut do kolapsu viditelně nehořela. Navíc toto bývá dáváno do souvislosti s tím, že i u WTC 2 bylo nalezeno maximum konkávního prohnutí stěny naproti sloupu 1007. U WTC 1 i 2 došlo ke kolapsu přibližně do 30 minut od prvních náznaků průhybu dané externí stěny. Toto je zastánci konspiračních teorií vysvětlováno jako důsledek stejné sekvence a polohy oslabování jádrových sloupů náložemi v případě obou věží. V případě WTC 1 údajně existují silné náznaky iniciace kolapsu v jádru budovy.
Instalace náloží měla proběhnout především v technických místnostech (např. iniciační zóna kolapsu WTC 2 ve východní části WTC 2 obsahovala rozsáhlou technickou místnost s bateriemi) a ve výtahových šachtách (např. výtahové šachty 6A/7A ve WTC 1 procházely iniciační zónou WTC 1 a byly před a během 11. září odstaveny. Krytím pro přinesení materiálu měly být blízké renovace (např. taková renovace probíhala v červenci na patře 85 ve WTC 2 – pouze jedno patro nad vrchem dopadové zóny). V každé věži mělo být instalováno přibližně 30–100 náloží (nálože u jádrových sloupů + řezačky podlahových nosníků) o celkové hmotnosti kolem 5–50 tun (1–15 m3 materiálu), stovky metrů kabelů a desítky radiových vysílačů/přijímačů.
Teorie o kontrolované demolici WTC obecně předpokládají, že použitá letadla byla v konečné fázi několik minut pilotovaná autopilotem, protože zásah pouze jedním křídlem letadla by vyvolal požáry, které by eventuálně odpálily i tepelně odolné termitové nálože a výsledný kolaps budov by se dal jen stěží obhájit jako přirozený (piloti Atta a Shehi měli každý jen hodinu zkušeností na simulátoru z prosince 2000 a tedy se na jejich přesnost nedalo spolehnout). Navíc by použití autopilota omezilo počet instalovaných náloží z vysokých stovek na střední desítky až sto náloží, protože by bylo předem známé, kam letadla narazí.
Údajným důkazem použití autopilota má být především velmi přesný náraz letu AA 11, který narazil s přesností na jeden metr do centra severní stěny WTC 1 a to téměř dokonale kolmo k dané stěně. Let AA 11 přitom letěl rychlostí 220 m/s a (z pohledu konspiračních teoretiků) údajný pilot Muhammad Atta měl jen jednu hodinu zkušenosti ze simulátoru v prosinci 2000 – tedy skoro rok před útokem.
Konspirační teoretici se liší v názoru na to, jestli upravený auto-pilot aktivovali v závěrečných minutách letů samotní únosci nebo jestli byl aktivován bez jejich přispění.
Existují i teorie nezávislé od výše popsaných a to takové, které nevyžadují použití letadel s přesným autopilotem – pouze s vědomím, že letadlo narazí někde nad úrovní okolních budov (50 pater). Zde by organizátoři útoku utočili na vnitřní jádrové sloupy (tj. s výjimkou sloupů sousedících s podlahami) pomocí termitových náloží. Tyto nálože by byly umístěny někde mezi 50. patrem a skalním podložím (suterén WTC byl 27 m hluboký). Ve všech těchto úrovních byly jádrové sloupy krabicového profilu a velmi masivní. Díky tomu by musely být nasazeny nálože až s tunou termitu (250–300 l) na jeden sloup a tyto by byly buď připevněny z vnějšku hluboko v suterénu (tj. tam, kde by veliké nálože neblokovaly průjezd výtahů) a nebo uvnitř sloupů samotných (byly by navrtané), Takto by bylo připraveno asi 25 sloupů. Po zásahu letadla by se počkalo a organizátoři by krátce před kolapsem nařezali jádrové sloupy nejblíže kritickým místům (tj. některé sloupy 902–907 a 802–807). Toto by vytvořilo zvýšený tlak na již tak oslabené venkovní stěny a jádrovou řadu 1000, což by vedlo k deformaci dopadové zóny a kolapsu. Tato teorie má výhodu v tom, že není potřeba autopilota a ani by nebylo nutné mít obavy z vyražených náloží z věže/nepřesného zásahu (jak popsáno výše průhled stěnami k záři termitových náloží, požáry po zásahu jen jedním křídlem). Navíc snižuje komplexnost odpalovacího systému. Ovšem klade vysoké nároky na jistotu organizátorů v to, že dopad letadla a požár dodá přes asi 70 % nutného poškození k nastartování kolapsu (méně a budova zůstane stát s nařezanými sloupy někde mezi suterénem a 50. patrem, což by nešlo utajit a nebo by v průběhu akce bylo nutno přepálit opravdu mnoho sloupů (cca 7 a více) a toto by se mohlo projevit viditelnými deformacemi mimo dopadové zóny či zjevnou iniciací kolapsu mimo dopadovou zónu – a tedy okamžitým vyzrazením akce. Navíc by nebylo možné postupně oslabovat strukturu věže skrze akci náloží, všechny nálože potřebné k iniciaci kolapsu by musely vyhořet v průběhu nízkých jednotek minut – jejich hoření by bylo spektakulární. Sice by bylo skryté před zraky z vnějšku budovy intaktními stěnami ale lidé uvnitř budovy by si jejich hoření mohli všimnout a telefonicky předat informace o neobvyklém zdroji záře, hluku, lokálních deformací konstrukce, požáru a dýmu v nečekaných místech (suterén až 50. patro – dopadová patra letadel WTC 2 – 77–85 a ve WTC 1 93–99).
Jiná teorie hovoří o narušení masivní nosníkové konstrukce, kterýá spojovala jádro budovy a venkovní stěnu na samém vrcholu věže, tzv. hat truss. Odborníci se shodují, že tato konstrukce významně zvyšovala pevnost budovy tím, že umožnila přenos sil mezi exteriérem a jádrem budovy, tj. pokud bylo poškozeno jádro, tak část hmotnosti byla přenesena na přilehlou stěnu a naopak a toto bránilo další progresi selhání. Odborníci z NIST dokonce konstatují, že bez této konstrukce by mohly věže WTC spadnout ihned po zásahu letadlem. Teorie postuluje, že někde mezi 106. a 110. patrem byly termitové nálože na konstrukci hat truss. Jejich zář a hoření by bylo skryto intaktními stěnami a instalace by byla usnadněna absencí kanceláří (šlo o technická patra). Po zásahu letadla by demoliční tým sledoval poškození věže a určil by nejvíce poškozenou/plameny zasaženou stěnu (třeba východní ve WTC 2) a pak by poškodil spoje hat trussu k této stěně (byly celkem 4, dva v rozích a dva uprostřed stěny). Toto technické řešení netrpí na zásadní problémy. Pouze by bylo nutno spoléhat na veliký rozsah poškození věže, protože takovýto útoky by sice pomohl ke kolapsu ale nemusel by sám o sobě stačit. Další teorie hovoří jak o útoku na hat truss, tak i kombinovaném útoku na spodní jádrové sloupy (viz odstave výše). Takový útok by pak v kombinaci s poškozením od letadla a plamenů zcela jistě poslal věže dolů. Tato teorie také netrpí na závažné logické problémy, ale demoliční tým by pravděpodobně potřeboval kvalitní FEA model pro naplánování útoku a samozřejmě by se musel spolehnout na kontrolu nad troskami budov (stopy od termitu na některých sloupech) + problémy s telefonáty z věží zmíněné v předchozím odstavci (hořící nálože hluboko pod zásahovou zónou.
Dle konspiračních teorií měla být i budova WTC 7 zničena kontrolovanou demolicí. Ve WTC 7 byla rampa pro nakládání zásob z nákladních aut a jejich distribuci po komplexu WTC. Této rampy mělo být využito po transport termitových náloží, které byly nainstalovány na některé, popř. všechny jádrové sloupy WTC 7 (24 sloupů celkem). Tyto nálože měly být instalované na technických patrech 5–7, tedy mimo běžné kancelářské pracovníky. V průběhu 11. září pak mělo probíhat ve WTC 7 rozsáhlé žhářství, především na patrech SEC (Securities and Exchange Commission) z cílem zničit důkazy z vyšetřování různých finančních kauz a zároveň měly požáry poskytnout zástupný důvod pro pád budovy. Budova samotná měla být stržena pro znesnadnění brzkého otevření daných sekcí SEC. Pád budovy měl navíc skrýt důkazy žhářství. Ten měl být postupně realizován oslabováním jádrových sloupů termitovými náložemi na patrech 5–7 v průběhu celého dne. Nakonec měly být po 5. odpolední hodině přeřezány sloupy 79 a/nebo 80 a/nebo 81, což mělo vyvolat finální kolaps budovy. Vysoká symetrie a rychlost kolapsu se vysvětluje rychlým kolapsem jádra, který byl zapříčiněn jeho výrazným oslabením termitovými náložemi v průběhu dne. Na demolici WTC 7 mělo být použito 10–20 náloží s celkovou hmotností 10–20 tun (3–7 m3 termitu – sloupy ve spodních patrech WTC 7 byly masivnější než ty v dopadových patrech hlavních věží a tak vyžadovaly použití velikého množství termitu. Údajně intaktní stěny na technických patrech WTC 7 měly blokovat jasnou záři náloží.
Instalaci náloží v komplexu WTC měla mít na starosti samostatná buňka Mossadu. Tito lidé neměli mít motivaci finanční ale náboženskou a nacionalistickou. V případě odhalení demolice měli vzít vinu na pouze sebe jako více/méně nezávislí aktéři a ochránit tak mezinárodní postavení Izraele. Jiné konspirační teorie hovoří o agentech CIA.
Národní institut standardů a technologie (NIST) a časopis Popular Mechanics tyto teorie údajně otestovaly a zamítly (ve skutečnosti tyto teorie nebyly testovány ale ignorovány). Odborná veřejnost většinou přijímá model ohněm způsobeného, gravitací vedeného kolapsu budov Světového obchodního centra, i když mezi odborníky existují výrazné rozpory mezi specifickými mechanismy a názorem na ultimátní odolnost věží. NIST netestoval potenciální rezidua výbušnin na zbylých ocelových nosnících, a to z důvodu pravděpodobných neprůkazných výsledku, protože podobné sloučeniny mohly vzniknout již při stavbě věží.
V roce 2006 Jones přišel s hypotézou, že řízenou demolici provedli vládní agenti, kteří měli přístup do budov WTC a měli k dispozici termit nebo super-termit. V dubnu 2009 Jones, Niels H. Harrit a sedm dalších autorů publikovalo v časopise The Open Chemical Physics Journal článek, kvůli kterému hlavní editorka, Prof. Marie-Paule Pileni, rezignovala a obvinila nakladatelství „Bentham Scientific“ z vydávání pseudovědeckého časopisu. Dotčený článek nesl název „Active Thermitic Material Discovered in Dust from the 9/11 World Trade Center Catastrophe“ a uváděl, že výzkumníci nalezli důkazy přítomnosti nano-termitu ve vzorcích prachu vzniklého při kolapsu věží Světového obchodního centra. Stejně tak Steven Jones tvrdí, že vysoký obsah železných mikro-kuliček v prachu WTC poukazuje na použití termitu – část roztaveného železa z termitu přechází vlivem povrchového napětí na kuličky. Výskyt železných mikro-kuliček je v prostředí běžný (beton, barvy, požáry) ale Steven Jones tvrdí, že některé z těchto kuliček obsahují srovnatelné stopové množství kyslíku a hliníku jako kuličky vytvořené hořením termitu a tak je lze odlišit od běžně se vyskytujících se železných mikro-kuliček.
Celkově lze teorie o řízené demolici budov WTC spíše odmítnout jako nepravděpodobné a neprokázané. Hlavním problémem by především byla nutnost použití velmi přesně naváděných letadel a tedy spoléhání se na spolupráci únosců (popř. spoléhání se na riskantní samo-zapnutí autopilota). Popřípadě nutnost organizátorů se spolehnout na to, že nárazy a požáry poskytnou alespoň 50–70 % nutného poškození k iniciaci kolapsu a ochotu vzdát se možnosti zcela indukovat postupné deformace venkovní stěny s možností ji pouze zhoršit (viz odstavec s náložemi mimo dopadové zóny, popř. již zmíněné hat truss teorie).
Existují ale stále otazníky kolem specifických mechanizmů, které vedly k pádu věží. Způsob, jakým byly odklízeny trosky WTC (nezachování jádrových sloupů z dopadových pater, které by byly extrémně snadno identifikovatelné, skladné a jednoduše uchovatelné), si zasluhuje pozornost ve smyslu pokusů zhatit vyšetřování události (Port Authority, politici jako je Rudy Giuliani, Bloomberg a stavitelé budov, vč. Leslieho Robertsona, Tomasettiho atd.).